# Gambo (Stadt)
Gambo ist eine Kleinstadt in der Präfektur Mbomou im Süden der Zentralafrikanischen Republik. Die Bevölkerungszahl von Gambo wird für das Jahr 2012 mit 7200 Einwohnern angegeben. Gambo ist die Hauptstadt der gleichnamigen Unterpräfektur.

## Lage und Verkehr
Gambo liegt auf einer Höhe von etwa 480 m an der Route Nationale 2, die entlang der Grenze zur Demokratischen Republik Kongo von der Hauptstadt Bangui im Westen bis nach Bambouti an der Grenze zum Südsudan im äußersten Osten des Landes führt. Bangassou, die Hauptstadt der Präfektur liegt in einer Entfernung von etwa 75 km. Jedoch sind die Straßen generell in schlechtem Zustand, außerdem ist das Reisen über Land aufgrund der Sicherheitssituation oft gefährlich.

## Institutionen und Wirtschaft
Die katholische Gemeinde „Saint Bernard de Gambo“ wurde 1953 gegründet. Das Krankenhaus wird vom Roten Kreuz unterstützt bzw. unterhalten.
Die Gegend um Gambo ist reich an Diamanten und Gold.

## Bürgerkrieg
Die Rebellengruppe Séléka eroberte in den Jahren 2012/13 große Gebiete der Zentralafrikanischen Republik und zwang den Präsidenten François Bozizé zum Rücktritt. Auch Gambo fiel während dieser Offensive, im März 2013, an die Séléka. Im April 2015 war das Gebiet unter der Kontrolle der Unité pour la paix en Centrafrique, einer Rebellengruppe, die aus der Séléka hervorging, als die Séléka offiziell für aufgelöst erklärt wurde. Im November 2016 kontrollierte die mit der Séléka verfeindete Anti-Balaka Gambo.
Zwischen Mai und August 2017 kam es zu mehreren Vorfällen. Am 3. August griff die Anti-Balaka die Stadt an und brachte sie unter ihre Kontrolle. Am 5. August griff wiederum die Séléka an. Die Bevölkerung floh unter anderem in das Krankenhaus, eine Art neutraler Zone. Trotz der Präsenz marokkanischer MINUSCA-Soldaten richtete die Séléka im Krankenhaus ein Massaker an – es starben etwa 30 Zivilisten, darunter mindestens 6 Mitarbeiter des Roten Kreuzes.
Am 30. Juli 2018 griff die Anti-Balaka einen Konvoi der Vereinten Nationen an, zwei ägyptische Mitglieder der Friedensmission wurden verletzt.
Anfang Mai 2021 wurde Gambo durch die Armee der Zentralafrikanischen Republik und ihre Verbündete von der Anti-Balaka zurückerobert. Dies geschah ohne Kämpfe, da die Rebellen vor den vorrückenden Kräften geflohen waren.